# Floarea din Hawaii
Floarea din Hawaii (cu titlul original în germană Die Blume von Hawaii) este o operetă în trei acte de Paul Abraham, pe un libret de Alfred Grünwald și Fritz Lohner-Beda după Emmerich Földes.
Premiera a avut loc în Germania, la Leipzig la Neues Theater, în data de 24 iulie 1931.

## În România
- Teatrul Național de Operetă "Ion Dacian" București a prezentat spectacolul în premieră în 30.09.2000, pe un libret tradus de George Mihalache și adaptat de Nicolae Ciubuc pentru a fi reprezentat în două acte. Durata spectacolului este de 2h30min. [2]

## Subiectul
O prințesă havaiană se întoarce din Paris în patria sa, unde este pusă în fața dilemei de a alege între dragostea unui prinț autohton și cea a unui ofițer de marină american, având în același timp grijă să nu tulbure pacea dintre insulari și puterea colonială americană. 

## Ecranizări
- Die Blume von Hawaii (1933, alb negru, 85 min.) produs de studiourile "Rio-Film" din Germania, în regia lui Richard Oswald. [4]

- Die Blume von Hawaii (1953) produs de studiourile din Republica Federală Germania, în regia lui Géza von Cziffra. Premiera în 18 decembrie 1953 la Essen. [5]